# Charlevoix (Quebec)
A Regionalidade Municipal do Condado de Charlevoix está situada na região de Capitale-Nationale na província canadense de Quebec. Com uma área de mais de três mil quilómetros quadrados, tem, segundo o censo de 2006, uma população de cerca de treze mil pessoas sendo comandada pela cidade de Baie-Saint-Paul. Ela é composta por 7 municipalidades: 1 cidade, 3 municípios, 2 freguesias e 1 território não organizado.

## Municipalidades

### Cidade
- Baie-Saint-Paul

### Municípios
- Les Éboulements
- L'Isle-aux-Coudres
- Petite-Rivière-Saint-François

### Freguesias
- Saint-Hilarion
- Saint-Urbain

### Território não organizado
- Lac-Pikauba